# Bousse, Sarthe

Bousse este o comună în departamentul Sarthe, Franța. În 2009 avea o populație de 437 de locuitori.